# Rage of Bahamut: Genesis
Rage of Bahamut: Genesis (яп. 神撃のバハムート GENESIS Shingeki no Bahamut Genesis) — японский аниме-сериал, созданный по мотивам одноимённой карточной игры для мобильных устройств на платформе Android и IOS. Транслировался по телеканалу Sun TV с 6 октября по 29 декабря 2014 года. Всего выпущено 12 серий аниме. Открытие к аниме «EXiSTENCE» исполняла группа под названием SiM, а концовку — «Promised Land» исполняла Риса Симицу. Сериал лицензирован компанией  Funimation для показа на территории США.

## Сюжет

### Rage of Bahamut: Genesis
Когда-то давно миру угрожал дракон по имени Бахамут, чей огонь сжигал целые царства. Боги, люди и демоны объединились, чтобы одолеть и запечатать дракона. Проходят века, действие разворачивается вокруг Фаваро, жулика и уличного разбойника и постоянно преследующего его Кайсара, который пытается отомстить за смерть его отца. Однажды в городе объявляется таинственная девушка по имени Амира, которая просит Фаваро отвести её в далёкую страну Хельхейм, парень не воспринимая её слова всерьёз обещал отвезти её в обмен на поцелуй, к несчастью Фаваро — Амира оказывается могущественным демоном и в качестве залога накладывает на Фаваро заклинание, после чего у него отрастает демонический хвост. Чтобы избавиться от него, Фаваро придётся сдержать своё обещание. Позже выясняется, что Амира является одним из двух божественных ключей, с помощью которого можно воскресить дракона Бахамута, поэтому на девушку объявляет охоту группа демонов под предводительством Вельзевула, которые с помощью дракона намереваются захватить весь мир...

### Rage of Bahamut: Virgin Soul
Прошло 10 лет с тех пор, как Бахамут был снова повержен, молодой король Чариос XVII на костях порабощённых демонов выстраивает новое процветающее государство. В её столицу для заработок прибывает Нина, молодая девушка-дракон и судьба её сводит с Азазелем, демоном-террористом, пытающимся освободить демонов-рабов и охотится на рабовладельцев и Мугаро, а также таинственным ребёнком, обладающем силой ангела. Одновременно за Азазелем охотится Кайсар, благородный рыцарь и со временем он начинает сомневаться с установленным в государстве миропорядком. Сами Ангелы считают крайне важным найти и поймать Мугаро и о помощи просят Бахуса, в обмен на возможность снова занять место среди богов.

## Персонажи
Фаваро Леоне (яп. ファバロ・レオーネ Фабаро Рэо:нэ)
Сэйю: Хироюки Ёсино
Главный герой истории, он же «антигерой». Охотник за головами, жулик и вор, лишённый каких либо признаков совести и чести. Когда то давно дружил с Кайсаром, но предал его, напав вместе с отцом-разбойником на отца Кайсара. Хотя сам Фаваро не очень силён, он мастер по обману, чем нередко выигрывал положение в бою и таким способом побеждал неприятеля. Когда Фаваро в очередной раз соврал про то, что знает лёгкий путь в страну Хельхейм, это нечаянно услышала Анира и попросила отвезти её туда. Фаваро, не восприняв всерьёз слова девушки согласился отвезти девушку в обмен на поцелуй, однако Амира в залог наложила проклятие на Фаваро, и у него вырос дьявольский хвост. Фаваро поневоле начал следовать за девушкой, сначала пытаясь её убить, когда та потеряет бдительность, но со временем главный герой лучше узнаёт Амиру и спасает её несколько раз, тогда он всерьёз соглашается следовать за ней в Хельхейм. В финальной битве пронзает голову дракона Бахамута и тогда становится ясно, что именно Фаваро оказался тем самым рыцарем из пророчества, который должен повергнуть дракона, однако теряет тогда правую ногу. Во втором сезоне выступает бывшим учителем Нины.
Кайсар Лидфальд (яп. カイザル・リドファルド Каидзару Ридофарудо)
Сэйю: Го Иноуэ
Главный герой истории, охотник за головами. Родом из знатной семьи, является полной противоположностью Фаваро, преисполнен чувством чести, благородства и преследует Фаваро, чтобы отомстить за смерть отца. Когда то в детстве дружил с ним, и раскрыл все секреты и семейном достоянии, после чего Фаваро предал его и вместе с отцом разбойником ограбил кавалерию под предводительством отца Кайсара. После чего отца повесили, а род Лидфальд был лишён рыцарского титула. В первой половине сериала преследует Фаваро, за ним начинает следовать Рита, но позже Кайсар прощает Фаваро и решает защищать Амиру. В финальной битве теряет кисть руки. Восстанавливает титул рыцаря. После победы над Бахамутом стал генералом Орлеанских рыцарей. Во втором сезоне стал рыцарем и служит Чариосу XVII, но сомневается с правильности его действий. Случайно погибает от руки Азазеля и Жанны Д'Арк, закрывая собой короля. После всех событий воскрешен Ритой.
Амира (яп. アーミラ А:мира)
Сэйю: Риса Симидзу
Главная героиня, таинственная девушка, которая решает следовать за Фаваро, веря в то, что он отведёт её в Хельхейм. Она является полу-ангелом и -демоном. До начала событий по приказу Лаввалейя украла ключ Богов, который слился с её душой. Она мечтает попасть в Хельхейм, чтобы увидеть свою мать. В человеческой форме очень наивная и добра к окружающим, но в то же время в демонической форме невероятно сильна и безжалостна к врагам. Потеряла одно крыло при попытке выкрасть Ключ Богов из божественного пантеона. Позже оказалось, что воспоминания Амиры были ложными, а на деле она является результатом эксперимента демона Вельзевула над девушкой-ангелом, после чего частица её души, слившейся с силой Вельзевула, превратилась в Амиру. В конце концов Амира сливается с драконом Бахамутом, что пробуждает его, и умирает вместе с ним, успев попрощаться с Фаваро.
Рита (яп. リタ Рита)
Сэйю: Миюки Савасиро
Девочка, владеющая магией некромантии, однажды она единственная осталась живой в деревне, и ей в руки попала книжка некроманта, она стала баловаться ей, создавая вокруг себя деревню живых мертвецов, также создавая иллюзию, будто бы все ещё живы. Кайсар попал под действие иллюзии и чуть сам не погиб. Рита попыталась с помощью зомби напасть на главных героев, но потерпела поражение и сама оказалась укушенной зомби, после чего сама превратилась в живого мертвеца но благодаря знаниям магии некромантии сохранила рассудок и решила следовать за главными героями «забавы ради». Несмотря на своё отношение к окружающим, не раз спасает главных героев, в том числе и во время последней битвы. После победы над Бахамутом стала доктором и вылечивает демонов. Спасла Азазеля. В конце второго сезона воскрешает Кайсара из мертвых.
Лаввалей (яп. ラヴァレイ Раварэи)
Сэйю: Хироаки Хирата
Рыцарь, стоящий на службе у короля Чариоса. Выдаёт себя за отца Амиры и якобы защищал её, когда та была в изгнании. На деле это один из многих обликов демона-оборотня, который приказал Амире украсть божественный ключ и мастерски манипулирует чувствами людей и демонов. Он также стал манипулировать Вельзевулом, который намеревался с помощью дракона покорить весь мир. Изобрёл зелье, которое может превращать людей в демонов и так преобразовал Жанну д'Арк и Фаваро, но их в обратное состояние вернула Рита. Его в конце концов побеждает Фаваро посредством обмана.
Жанна Д'Арк (яп. ジャンヌ・ダルク Дзян'ну Даруку)
Сэйю: Мэгуми Хан
Женщина-рыцарь, которая получила от ангелов божественное благословение и святое оружие, способное одним ударом повергать самых могущественных демонов. Люди и Ангелы были уверенны, что именно Жанна должна была стать рыцарем из пророчества, однако король Чариос  испугался такого успеха Д'Арк среди народа, и побоялся, что та может захватит власть в стране. В результате король решает сжечь на костре женщину, но её «спасает» Лаввалей, превратив в демона. Преобразованная Жанна переносит весь свой гнев на ангелов, и убивает многих из них. В конце концов она получает зелье Риты, которое превращает её обратно в человека. Имела чувства к архангелу Михаилу. После данных событий была лишена благословения, став обыкновенным рыцарем, и терпев на себе презрение, так как является женщиной. Когда во главе королевства встал Чариос младший, отказалась помогать ему в свержении богов, за что была изгнана за пределы города, и где во время одной из молитв, родила Мугаро при непорочном зачатии. Когда к её дому прибыла Софиэль, спасавшись бегством от солдат Чариоса, солдаты решили, что Жанна в союзе ангелом и решили избавиться от Жанны и Мугаро, решив, что они представляют угрозу государству. В результате Жанна была схвачена солдатами и заточена в тюрьму, а Мугаро сбежал. Позже в тюрьме знакомится с Ниной и узнав о состоянии Мугаро решила сбежать оттуда.
Бахус (яп. バッカス Баккасз)
Сэйю: Хироси Ивасаки
Чернокожий начальник Фаваро, даёт ему деньги за убитых преступников. Принадлежит к расе богов, (точнее принадлежит к низшей касте чернокрылых ангелов-воинов) и всегда передвигается в своей карете. Хронический алкоголик и в течение сериала всегда появляется в пьяном виде, за исключением последней битвы. Во втором сезоне выясняется, что он по профессии охотник за головами и был изгнан Богами на землю. Даёт убежище Нине и по прежнему пьянствует. Позже боги предлагают ему вернуться на небеса при условии, если тот найдёт и доставит им Мугаро. Однако узнав о дитя, он ничего не доложил богам, за что был заточён ими.
Хамса (яп. ハンサ Ханса)
Сэйю: Сётаро Морикубо
Говорящая утка Бахуса. Как и Бахус, является божеством. Фаваро и Амира постоянно намекают на то, что были бы не прочь съесть её. Во втором сезоне дружится с Ниной и зарабатывает с ней на уличных состязаниях.
Азазель (яп. アザゼル Адзадзэру)
Сэйю: Масакадзу Морита
Демон, задача которого заключалась в поимке Амиры. Именно он повинен в смерти отцов Фаваро и Кайсара. Первого убил на месте, второму ради забавы подстроил казнь. В результате атаки на замок терпит поражение от Жанны Д'Арк, после чего его чуть не уничтожает Вельзевул. После этого становится козлом отпущения в мире демонов, так как однажды потерпел поражение от человека. В конце концов из чувства мести он в последней битве решает помочь главным героям в борьбе против Вельзевула и Бахамута. После победы над Бахамутом скрывался ото всех, позже, когда демонов эксплуатировали как рабов, осуществлял освободительные рейды и стал известен, как перебинтованный демон. Одновременно с этим основал похоронное бюро, в котором очищал гладиаторскую арену от трупов. Увидев силу Нины, попытался склонить её на своё сторону и вовлекал в сражения. При очередной попытке саботажа, был схвачен и вынужден сражаться на гладиаторских играх.
Цербер (яп. ケルベロス Кэрубэросу)
Сэйю: Эри Китамура
Слуга Азазеля, впоследствии предавшая хозяина  после его проигрыша Жанне Д'Арк. Выполняет роль шпиона и в битве не принимает открытого участия. Любит разговаривать и играть со своими куклами-марионетками в виде шпицов. Обожает пытки. Во втором сезоне как и остальные демоны, становится рабыней и ублажает клиентов в одном из баров в Мистарсии.
Пазузу (яп. パズズ Падзудзу)
Сэйю: Цуоси Кояма
Слуга Азазеля, звероподобный демон, который был впоследствии убит Жанной Д'Арк.
Чариос XIII (яп. シャリオス13世 Тяриосу 13-сэй)
Сэйю: Тэссё Гэнда
Король государства, где происходит основное действие. В начале он кажется доброжелательным и присваивает Фаваро с Кайсаром титул рыцарей, но позже им начинает манипулировать Лаввалей, который внушает королю, что Жанна Д'Арк намеревается свергнуть её и Чариос устраивает смертную казнь Жанны. Позже погибает во время пожара.
Вельзевул (яп. ベルゼブブ Бэрудзэбубу)
Сэйю: Руюдзабуро Отомо
Могущественный демон, который намеревается пробудить дракона Бахамута, чтобы с его помощью покорить весь мир. Ему в этом помогает Лавалей, именно он фактически является отцом Амиры, которая родилась из частицы души ангела, которая слилась с силой Вельзевула. Был убит в последней битве.
Нина Дранго (яп. ニーナ・ドランゴ Нина Доранго)
Сэйю: Сумирэ Морохоси
Главная героиня второго сезона аниме-сериала, по профессии охотница за головами, хотя ещё никого не убила и обучалась у Фаваро. Молодая девушка с короткими розовыми волосами. Принадлежит к расе людей-драконов, о существовании которых мало кто подозревает. Например Азазель думал, что она тоже демон. Обладает колоссальной силой. Жизнерадостная и легкомысленная. Может непреднамеренно превратится в дракона, если испытывает сильное либидо. Поэтому избегает близкого контакта с молодыми парнями, однако после того, как влюбилась в таинственного незнакомца (переодетого Чариоса), её интерес к незнакомым мужчинам погас. Жила у Бахуса и в результате сотрудничества с Азазелем была заключена в тюрьму, где познакомилась с Жанной Д'Арк и позже совершила вместе с ней побег. В конце сериала теряет голос.
Алессанд Виспонти (яп. アレサンド･ヴィスポンティ Арэсанду Висупоти)
Сейю: Кэнсё Оно 
Юный рыцарь. Использует имя своей благородной семьи, чтобы пробиться к Орлеанскими рыцарям. Однако этот же орден, ныне потерявший свою славу, является причиной его глубокого разочарования. Убивает Мугаро, чтобы попасть в отряд ониксовых рыцарей, но приходит в ужас, узнав, что они являются практически ходячими мертвецами на своей службе, и позорно сбегает. Ранит Диаса. Убит маленьким демоном.
Чариос XVII (яп. シャリオス17世  Сяриосу XVII-сэй)
Сейю: Юитиро Умэхара
Король Мистарсии. Расчётливый политик, готовый прибегнуть к любым средствам, если они помогут достигнуть его цели. Не боится ни Бога, ни Дьявола, а потому использует запрещённую силу, украденную у ангелов. Жестокий и безжалостный, но одновременно мечтающий подарить процветание человечеству и сделать его сильнейшим над богами и демонами. У него образовались особые антагонистские отношения с Жанной Д’Арк, так как та одна из немногих, кто не пожелал подчиняться его воле и периодически посещает тюрьму в попытке сломить волю женщины и узнать больше о её дитя. Любит переодеваться в простолюдина и гулять по городу, так познакомился с Ниной и у них даже завязались романтические отношения, но узнав о том, что она дракон и помогала перебинтованному демону, заточил её в темницу. Но, несмотря на это, все равно проявлял свои чувства к Нине, хотя и всячески это скрывал ради её безопасности. В конце истории они вместе танцуют при свете Луны в замке короля. Из-за уничтожения Бахамута лишился полностью зрения.
Диас Бардоломью (яп. ディアス・バルドロメウ Диасу Баруторомэу)
Сейю: Ясухиро Мамия
Адъютант при Орлеанском ордене, оказывающий различную помощь Кайсару. Добрый и заботливый человек. Постоянно справляется о благополучии своего подчинённого Алессанда.
Мугаро (Эль) (яп. ムガロ Мугаро) 
Потерянное дитя, сопровождающее Азазеля. Помогает в похоронном доме. Полу-ангел и полу-человек, сын Жанны Д'Арк, появившийся в результате непорочного зачатия, и живший с матерью какое-то время за городом. Изначально у него были крылья, но Жанна в попытке упрятать сына от солдат Чариоса, отрезала их и окропила его кровью демонов, из-за чего волосы Мугаро потемнели. На момент начала второго сезона он сопровождает Азазеля, но позже начинает следовать за Ниной, поселившись в повозке Бахуса. Предпочитает женскую одежду, поэтому Нина стала думать, что Мугаро — девочка. Однако когда Мугаро находит Софиэль, боги забирают мальчика на небеса. Впоследствии он сбегает оттуда на землю благодаря Нине. Погибает от кинжала Алессандра, хоть  Рита и пытается его спасти. Похоронен своей матерью. В конце мы видим, как Жанна и Азазель стоят у его могилы и смотрят на надгробную плиту.
Софиэль (яп. ソフィエル Цофиэру) 
Сейю: Маая Сакамото
Ангел, служащий Габриэль. Одна из кандидаток в великие ангелы. Замаскировавшись под человека, прибыла в Мистарсию чтобы найти дитя. Когда-то давно спасалась бегством от рыцарей Чариоса и забрела в хижину Жанны Д'Арк, где смогла спрятаться, в то время, как рыцари переключили внимания на Жанну и её Дитя. За это Софиэль благодарна Жанне и намеревается спасти её из тюрьмы.

## Критика
Роуз Бриджес, критик сайта Anime News Network отметил, что главная особенность аниме-сериала заключается в его «нетипичности» для других аниме-произведений в самой прорисовке и сюжете, ориентированной на западную аудиторию. В сюжете присутствует множество отсылок на западный кинематограф, особенно фильмы с жанром вестерн. Другая особенность аниме заключается в его большом разнообразии фантастического мира. Если бы в сериале отсутствовали сцены насилия и сексуального характера, он идеально подходил бы для семейного просмотра. В общем аниме по мнению критика получилось очень красочным, необычным и весёлым, которое приносит «свежий ветер» в стагнирующий мир аниме. Хотя сериал создавался по мотивам карточной игры, он стал чем-то большим, чем просто реклама на игру.